# Erkan & Stefan (Film)
Erkan & Stefan ist ein deutscher Film von Michael Herbig aus dem Jahr 2000.

## Handlung
Der Verleger Eckernförde gelangt in den Besitz einer Kassette, auf der die letzten Minuten im Leben von Uwe Barschel aufgezeichnet sind. Sowohl der BND als auch die CIA sind an dieser Aufzeichnung interessiert. Zufälligerweise steckt Eckernfördes Tochter Nina, die in München ihre schwerkranke Mutter besuchen will, diese Kassette ein. Ausgerechnet Erkan und Stefan werden als Leibwächter für Nina engagiert. Den beiden Zufallspersonenschützern gelingt es tatsächlich nicht nur, die Kassette vor BND und CIA zu schützen, sondern auch, die zwischenzeitlich entführte Nina aus der amerikanischen Botschaft zu befreien. Allerdings erfährt man am Ende des Films, dass Erkan und Stefan das Band versehentlich überspielt haben.

## Hintergrund
Der Film startete am 20. April 2000 in den Kinos und wurde von 1.239.231 Zuschauern gesehen.

## Kritiken
„Belanglose Komödie, deren witzfreier Humor zwischen Geschmack- und Niveaulosigkeit angesiedelt ist. Die dilettantischen schauspielerischen Leistungen stehen im deutlichen Gegensatz zu den verhältnismäßig aufwendig inszenierten Bildern der Action-Handlung.“

„Bei Erkan & Stefan stimmt viel mehr, als man von einer Komikerklamotte aus deutschen Landen zuletzt erwarten durfte. Und wem Klamauk am Zwerchfell vorbeigeht, kann sich immer noch über die actionhaltigste Urinierszene der Filmgeschichte freuen. Nie war Pinkeln aufregender…“

## Auszeichnungen
- VGF-Nachwuchsproduzentenpreis 2000
- Die Deutsche Film- und Medienbewertung FBW in Wiesbaden verlieh dem Film das Prädikat wertvoll.

## Fortsetzungen
2002 folgte der Film Erkan und Stefan – Gegen die Mächte der Finsternis. Die Regie übernahm Axel Sand. Drei Jahre später kam Erkan & Stefan in Der Tod kommt krass in die Kinos.